# Chanchal Lahiri
Chanchal Lahiri (geboren etwa 1979; gestorben 16. Juni 2019), bekannt unter seinem Künstlernamen Jadugar Mandrake (Zauberer Mandrake), war ein indischer Zauberkünstler. Am 16. Juni 2019 ließ er sich in Kolkata für einen Entfesselungstrick mit Stahlketten fesseln und von einer Fähre nahe der Howrah Bridge im Ganges versenken. Er verschwand. Seine Leiche wurde am folgenden Tag über 1 km flussabwärts gefunden. Zuvor hatte er seinen Stunt so kommentiert: „Sollte ich es schaffen, mich zu befreien, wird es magisch sein. Wenn ist es nicht schaffe, ist es tragisch.“